# Ast Fonteyne

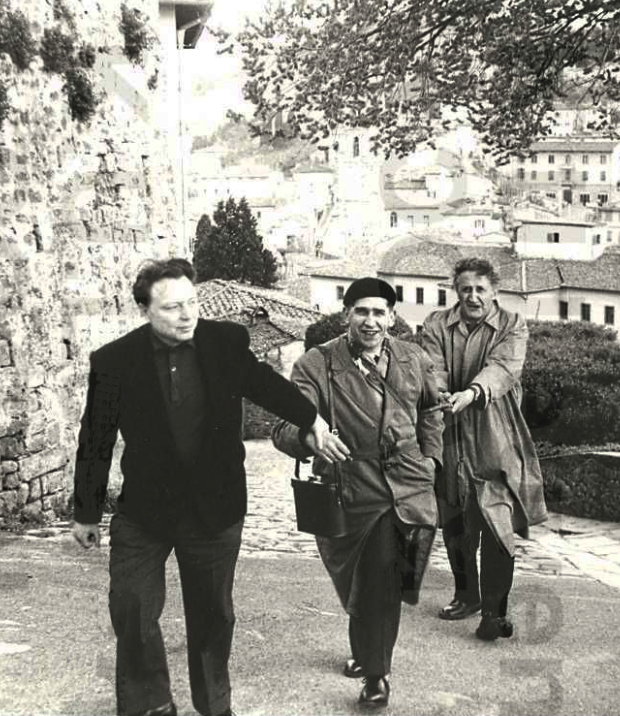
Henri Deligne, leraar Franse dictie onder andere op het Heilig-Hartcollege te Ganshoren, Ast Fonteyne, leraar Nederlandse dictie, E.H. Jozef Baeckens (eind jaren '50 in Italië).

Ast Fonteyne (Sint-Katherina-Lombeek, 1 september 1906 – Gent, 14 mei 1991) was een Belgisch dictie- en toneelpedagoog.

## Levensloop
Hij werd geboren in het kinderrijke gezin van rijkswachtadjudant Edmond Fonteyne (1869-1943) en van Coleta Poppe (1872-1952), dat weldra naar Melle verhuisde en nog wat later naar Duffel, waar hij lagere school liep, terwijl hij de oude humaniora volgde in het klein seminarie van Hoogstraten. Het gezin vestigde zich in 1925 in Gentbrugge.
Hij begon in Heverlee aan studies maatschappelijk assistent en een opleiding voor bibliothecaris. Tegelijk volgde hij aan de Katholieke Universiteit Leuven lessen kunstgeschiedenis en archeologie. In juli 1927 behaalde hij het diploma van maatschappelijk assistent en de eerste kandidatuur geschiedkundige wetenschappen. In 1928 kwam daar nog de eerste kandidatuur kunstgeschiedenis bij. Tijdens zijn legerdienst (1927-1928) volgde hij avondlessen tekenen aan de Sint-Lucasschool in Schaarbeek. In 1928 studeerde hij verder in Gent: schilderkunst aan de Koninklijke Academie voor Schone Kunsten, "Vlaamsche Voordracht- en Tooneelklas" aan het Koninklijk Muziekconservatorium en het tweede jaar kunstgeschiedenis aan de Gentse universiteit. Na het eerste jaar verwierf hij in juni 1929 de prijs voor "declamatie in de Vlaamsche taal".
Van april 1929 tot begin 1930 werkte hij als illustrator in het Gentse atelier van André Vlaanderen. Hij illustreerde ook de voorpagina van Tooneelgids en maakte het decorontwerp voor de Gentse Lam-Godsfeesten.
Lid geworden van de Gentse artiestengroep Club Milledju, nam hij deel aan groepstentoonstellingen.
Einde 1929 kreeg hij een aanbod van Jan Boon om mee te spelen in het Vlaamsche Volkstooneel. Hij trad voor het eerst op als 'Allectus' in het drama Gudrun van Albrecht Rodenbach, in een regie van Anton Van de Velde.
Toen het Vlaamsche Volkstooneel er in 1932 mee ophield, begon Fonteyne aan een voettocht door Duitsland. Hij bracht er verslag over uit in het Nieuwe Orde-gezinde blad Jong Dietschland. In oktober 1932 sloot hij aan bij het door Jan Boon opgerichte toneelgezelschap Van Onzen Tijd, dat het echter maar één seizoen volhield. Hij trok toen maar weer op voettocht, ditmaal door Denemarken.
Vanaf september 1933 gaf hij lessen in dictie aan scholen in Beringen, Geel, Herentals, Hoogstraten, Jette, Lier, Mol en Sint-Niklaas. Weldra waren het 25 scholen waarin hij les gaf. Aan de Sociale School in Heverlee gaf hij ook voordrachtleer. Hij achtte zich op kruistocht om het Algemeen Beschaafd Nederlands ingang te doen vinden. 
In december 1934 trouwde Fonteyne in Turnhout met Lina Adriaensen. Ze gingen zich vestigen in Deurne, waar in 1936 hun enig kind, Gert, werd geboren. Zijn onderwijsopdrachten vulde hij aan met talrijke toneelregies en met het geven van voordrachten. Ook was hij betrokken bij een aantal openluchtspelen. 
Frantz Van Dorpe, later CVP-burgemeester van Sint-Niklaas leerde hem het Verdinaso kennen. Hij sloot er zich bij aan en bleef lid van de beweging tot aan de opheffing in 1941. Hij werd tot jeugdleider benoemd, wat zijn leeropdrachten in het katholiek onderwijs onder druk zette.
Tijdens de Tweede Wereldoorlog verleende hij zijn medewerking aan de dramatische afdeling van de radiozender Zender Brussel en trad er in dienst. In 1942 werd hij op proef leraar voordrachtkunst aan het Koninklijk Conservatorium in Gent en werd er in april 1944 vast benoemd. 
Beschouwd als medewerker in de collaboratie, werd Fonteyne op 14 september 1944 gearresteerd, maar door tussenkomsten van Jan Boon en Frantz Van Dorpe na drie dagen vrijgelaten. Zijn attest van burgertrouw kreeg hij pas in 1946. Hij werd toen opnieuw benoemd aan het Conservatorium en vanaf 1952 werkte hij opnieuw voor het NIR, onder meer als regisseur voor de televisie. Hij werd vooral bekend als bezieler van schooltoneel onder andere aan Heilig-Hartcollege (Ganshoren). Hij regisseerde in totaal 75 toneelstukken.
In 1969 verhuisde het echtpaar Fonteyne naar de Antwerpse Linkeroever en in 1971 ging hij met pensioen. Zijn vrouw overleed op 13 december 1979 en hun zoon Gert, die sportjournalist was, op 18 oktober 1983. In 1984 werd een Stichting Ast Fonteyne opgericht, met als doel zijn culturele erfenis te behouden en te bevorderen. Hij bracht zijn laatste levensjaren door in een rust- en verzorgingstehuis in Zwijndrecht en overleed in het Bijlokeziekenhuis in Gent.
Fonteyne was een pionier in het bevorderen van een stijlvolle taal en in het spreekonderwijs, dat hij uitoefende in meer dan dertig middelbare scholen en doorheen zijn talrijke toneelopvoeringen.